# Empresa de Engenharia Ferroviária
A Empresa de Engenharia Ferroviária S.A. - ENGEFER foi uma subsidiária da Rede Ferroviária Federal. Criada através do Decreto nº 74.242, de 28 de junho de 1974, a ENGEFER seria destinada a estudar, projetar, construir e fiscalizar empreendimento ferroviários constantes dos Planos e Programas aprovados pelo Ministério dos Transportes. Porém, também ficou incumbida de administrar a construção da Ferrovia do Aço.
Depois do fiasco que se transformou a construção da Ferrovia do Aço, pelo Decreto nº 89.396, de 22 de fevereiro de 1984, a ENGEFER foi transformada em Companhia Brasileira de Trens Urbanos (CBTU).